# My Old Lady
My Old Lady ist ein britisch-US-amerikanisch-französisches Filmdrama aus dem Jahr 2014. Regie führte Israel Horovitz, der auch das Drehbuch auf der Grundlage seines gleichnamigen Theaterstücks schrieb.

## Handlung
Der Amerikaner Mathias Gold hat von seinem Vater eine Wohnung in Paris geerbt. Mit seinem letzten Geld ist er von New York nach Paris gereist, um sie in Besitz zu nehmen und gleich zu verkaufen, damit er wieder über finanzielle Mittel verfügt. Er betritt die unverschlossene Wohnung, die im Quartier Marais liegt, und findet darin eine schlafende alte Dame vor. Als er sie aufgeweckt hat, erklärt sie ihm, sie wohne hier. Mathias stellt sich vor und berichtet ihr, er habe diese Wohnung geerbt, sei jetzt also der Besitzer der Wohnung. Die alte Dame stellt sich als Mathilde Girard vor und erläutert ihm, sie habe seinem Vater die Wohnung „en viager“ verkauft, weshalb sie ein lebenslanges Nutzungs- und Wohnrecht an der Wohnung habe. Zudem sei der Eigentümer verpflichtet, ihr jeden Monat 2400 Euro Rente zu bezahlen, auch dies bis zu ihrem Tod. Nun sei Mathias Eigentümer ihrer Wohnung geworden und habe zwar das Recht, diese zu verkaufen, aber auch die Pflicht, ihr die monatliche Rente zu bezahlen. Mathilde ist 92 Jahre alt.
Die Wohnung ist sehr geräumig und hat viele Zimmer, von denen manche seit langem nicht mehr benutzt worden sind. Auch ein großer Garten gehört dazu. Madame Girard übergibt Mathias einen Wohnungsschlüssel, er könne eine Weile bei ihr wohnen, bis er wisse, was er machen wolle. Gemeinsam essen sie zu Abend. Auch dafür muss Mathias bezahlen, und da er über kein Bargeld verfügt, nimmt Madame ihm die goldene Uhr ab, die ihm sein Vater vererbt hat. Am nächsten Morgen überrascht Mathias eine Frau auf der Toilette: Es ist Chloé Girard, die Tochter von Mathilde, die auch bei ihr wohnt. Chloé ist gar nicht erfreut über den neuen Mitbewohner. Sie inspiziert sein Zimmer, öffnet sein Portemonnaie und blättert in seinem Pass. Und sie fordert ihn auf, bis zum Mittag die Wohnung zu verlassen. Er erwidert, er sei der Eigentümer der Wohnung und habe das Zimmer gemietet, was Chloé jedoch auch nicht milder stimmt.
Mathias sucht den Immobilienmakler Auguste Lefebvre auf, um herauszufinden, wie viel die geerbte Wohnung wert ist, und zeigt ihm Fotos davon. Um an etwas Bargeld zu kommen, begibt er sich anschließend zu einem Möbelhändler und verkauft ihm vier Stühle, einen Tisch und eine Lampe aus dem Mobiliar von Madame Girard. Auch bei ihrer Ärztin spricht Mathias vor, um sich nach dem Gesundheitszustand von Mathilde zu erkundigen. Dr. Horowitz teilt ihm mit, Madame Girard erfreue sich bester Gesundheit und könne noch sehr alt werden.
Mathias stößt auf ein Foto, das Mathilde und seinen Vater Max in jungen Jahren zeigt, und konfrontiert sie damit. Sie erklärt ihm, sie habe im Alter von 29 Jahren eine Liebesbeziehung mit seinem Vater gehabt. Mathias ist schockiert, denn sein Vater war zu jener Zeit mit Mathias’ Mutter verheiratet. Er verlässt die Wohnung und betrinkt sich. Am Ufer der Seine schläft er ein. Als er aufwacht, stellt er fest, dass ihm sein Portemonnaie und sein Mobiltelefon gestohlen wurden. Er kehrt in die Wohnung zurück und dringt weiter in Mathilde. Er verstehe ja, dass sein Vater sie geliebt habe, was er nicht verstehe sei, wieso er ihn, Mathias, nicht geliebt habe. Er habe immer wieder versucht, seinem Vater näherzukommen, aber schließlich habe er resigniert. Mathilde wird hellhörig, als er erzählt, dass er im Krankenhaus war. Mathias behauptet zunächst, er habe einen Unfall gehabt, gibt dann aber zu, dass er sich die Pulsadern aufgeschnitten hatte. Chloé hat dieses Gespräch unbemerkt mit angehört. Ihre bisherige feindselige Haltung Mathias gegenüber weicht Mitgefühl.
Mathias hat Chloé beobachtet, wie sie mit ihrem Freund in ein Hotel gegangen ist. Er findet heraus, dass ihr Freund Philippe verheiratet ist, eine Frau und zwei Töchter hat. Er konfrontiert Chloé mit dieser Tatsache und droht ihr, Philippes Frau gegenüber ihre Beziehung offenzulegen. Chloé erschrickt und bittet ihn, dies nicht zu tun. Mathias’ Vorhaltungen haben sie aber nachdenklich gemacht. Sie entschließt sich, die Beziehung mit Philippe zu beenden. Sie sucht ihn auf und teilt ihm ihre Entscheidung mit.
Der Bauunternehmer François Roy will die Wohnung von Mathias kaufen und bietet ihm dafür neun Millionen Euro. Mathias bittet ihn um eine Woche Bedenkzeit. Chloé ist entsetzt, als sie erfährt, dass der Verkauf an Roy bevorsteht. Sie beschwört Mathias, ihm die Wohnung nicht zu verkaufen, weil dieser sie in ein Hotel umbauen wolle, wie er das auch mit anderen Wohnungen in Paris getan habe. Trotzdem nimmt Mathias das Angebot von Roy an, unter der Bedingung, dass er ihm zunächst einen Vorschuss von 3000 Euro auszahle. Roy lehnt ab, worauf Mathias entgegnet, in diesem Fall könne er den Kaufvertrag nicht unterzeichnen. Roy übergibt ihm doch die verlangte Summe und unterschreibt den Kaufvertrag. Mathias bezahlt Chloé die Mathilde geschuldete Pension für den kommenden Monat und behält die restlichen 600 Euro für sich.
Mathias erzählt Chloé weiter aus seinem Leben und von seiner Mutter. Nach mehreren gescheiterten Selbstmordversuchen habe sie sich vor seinen Augen erschossen. Chloé sagt, es sei falsch von seiner Mutter gewesen, ihm das anzutun. Sie drückt ihm die Hand und umarmt ihn. Auch Mathilde erfährt erst jetzt, dass seine Mutter sich umgebracht hat. Sie reagiert fassungslos, fällt in Ohnmacht und stürzt zu Boden. Sie hatte geglaubt, sie und ihr Liebhaber hätten sich diskret und rücksichtsvoll verhalten. Chloé sagt nochmals zu Mathias, was seine Mutter getan habe, sei unfassbar grausam und unentschuldbar gewesen. Sie setzt sich zu ihm, sie küssen einander, und sie verbringen die Nacht gemeinsam.
In Gegenwart von Mathilde sagt Chloé zu Mathias: „Bitte, Mathias, geh nicht, bitte bleib hier!“ Sie fragt sich, ob der Vater von Mathias auch ihr Vater, Mathias somit ihr Bruder sei. Sie geben bei Dr. Horowitz einen DNA-Vergleichstest in Auftrag. Die Ärztin teilt das Testergebnis Mathias wie folgt mit: „Negativ. Nicht verwandt.“ Er küsst sie dankbar auf die Wangen. Er entschließt sich, bei Chloé und Mathilde zu bleiben. Mathilde gibt ihm seine goldene Uhr zurück und sagt zu ihm, er solle sich wegen des Geldes keine Sorgen machen. An der Seine trifft Mathias auf den glänzend aufgelegten Makler Auguste Lefebvre, der auf einem alten Lastkahn lebt. Er zeigt ihm sein Zuhause, das er seinerzeit ebenfalls als „viager“ erworben habe. Im Garten von Mathildes Wohnung begegnet Mathias Chloé. Sie gehen Hand in Hand, umarmen und küssen sich. Als François Roy Mathias den Scheck für die Wohnung überreichen will, überrascht dieser ihn mit der Mitteilung, er verkaufe die Wohnung nicht, aus familiären Gründen.

## Hintergrund
Der Film wurde weitgehend an Schauplätzen in Paris gedreht.
Die DVD bietet sowohl die englische Originalversion als auch die deutsch synchronisierte Fassung. In beiden Sprachversionen gibt es ab und zu kurze Passagen, in denen französisch gesprochen wird.

## Kritik
„Ein mittelloser New Yorker erbt eine Wohnung in Paris und mit ihr deren hochbetagte Mieterin, der er sogar noch eine Leibrente zahlen muss. Es zeigt sich, dass die beiden nicht nur durch das Apartment, sondern auch durch ihre Vergangenheit miteinander verbunden sind. Das kammerspielartige Drama manövriert etwas bemüht und ohne stringenten Aufbau zwischen Generationen-Komödie und Melodram, vermittelt aber dank der überzeugenden Darsteller doch sehr genau die unterschiedlichen Gefühlslagen.“